# Far de Roses
El Far de Roses és un far situat a la Punta de la Poncella, al municipi de Roses, a la comarca de l'Alt Empordà, a Catalunya. Aquesta obra arquitectònica està protegida com a bé cultural d'interès local.

## Història
Hi ha constància que en època medieval ja existia un far al lloc on després s'hi construí el castell de la Trinitat. En un document de l'any 1362 s'esmentà un "podio de ferro" o "puig des far". Posteriorment, en un gravat del segle xvi es representa una torre o far al mateix lloc on després es bastí el castell de la Trinitat.

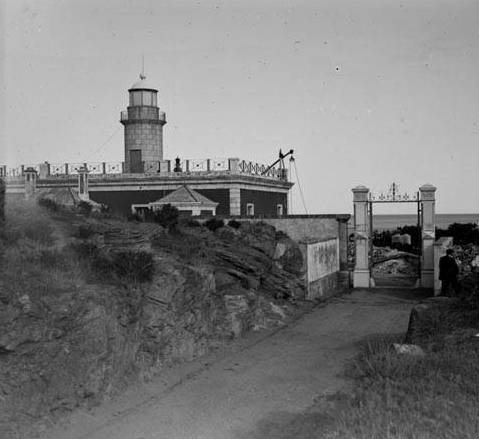
El far de Roses (cap a 1888)

L'actual far fou projectat, com la majoria dels del litoral de l'estat, durant el regnat d'Isabel II dins del pla general d'enllumenament de costes i ports del 1847. Funcionà per primer cop el dia 1 de setembre del 1864.
L'any 1921 es va instal·lar l'electricitat (fins aquell moment funcionava amb oli) i es va dotar d'òptica fixa i bombeta de 500 watts de potència, amb un sistema de rellotgeria per al llum, un transformador i un grup electrogen. L'antiga làmpada va quedar de reserva. Posteriorment, l'any 1962, es va reduir la potència a 250 watts i es va instal·lar un canviador automàtic de la casa AGA i un nou grup electrogen.
El far és situat a 24metres snm. Actualment el seu senyal lluminós té un abast d'unes 35 km (19 milles nàutiques), amb una seqüència de quatre ocultacions en un període de 12 segons.

## Descripció
Situat a l'est del nucli urbà de la població, al cim de l'eminència de la Punta de la Poncella, que tanca per llevant la badia de Roses, sota el castell de la Trinitat.
Es tracta d'un edifici de planta rectangular format per tres crugies diferents, amb la coberta plana usada com a terrassa i distribuït en un sol nivell. Al centre de la terrassa s'enlaira la torre de senyals, de planta circular. La façana principal, orientada al sud, presenta la mateixa distribució tripartida que marquen les crugies. Cada una està diferenciada per un eix decoratiu vertical format per una línia de carreus encoixinats. L'espai de la crugia central presenta tres obertures d'arc de mig punt, la porta entre dues finestres, mentre que a les laterals hi ha grans panys de paret amb uns finestrals rectangulars, de la mateixa manera que a la resta de murs de l'edifici. El coronament de l'edifici es fa a través d'una motllura que crea la cornisa, damunt la qual hi ha instal·lada la barana correguda de la terrassa, de forja i de senzill disseny. El mecanisme de l'aparell ha estat renovat successivament per anar-lo adaptant als progressos tècnics.